# Hans Geiger
Johannes (Hans) Wilhelm Geiger (Neustadt an der Weinstrasse, 30 de setembro de 1882 — Potsdam, 24 de setembro de 1945) foi um físico alemão. É mais conhecido como o co-inventor do componente detector do contador Geiger e pelo experimento Geiger-Marsden que descobriu o núcleo atômico. Irmão do meteorologista e climatologista Rudolf Geiger.

## Biografia
Geiger nasceu em Neustadt an der Haardt, Alemanha. Ele era um dos cinco filhos do indólogo Wilhelm Ludwig Geiger, que era professor da Universidade de Erlangen. Em 1902, Geiger começou a estudar física e matemática na Universidade de Erlangen e concluiu o doutorado em 1906. Sua tese foi sobre descargas elétricas através de gases. Ele recebeu uma bolsa da Universidade de Manchester e trabalhou como assistente de Arthur Schuster. Em 1907, após a aposentadoria de Schuster, Geiger começou a trabalhar com seu sucessor, Ernest Rutherford, e em 1908, junto com Ernest Marsden, conduziu o famoso experimento Geiger-Marsden (também conhecido como "experimento de folha de ouro"). Este processo permitiu que eles contassem as partículas alfa e levou Rutherford a começar a pensar sobre a estrutura do átomo.
Em 1911 Geiger e John Mitchell Nuttall descobriram a lei (ou regra) Geiger – Nuttall e realizaram experimentos que levaram ao modelo atômico de Rutherford.
Em 1912, Geiger foi nomeado chefe de pesquisa de radiação no Instituto Nacional Alemão de Ciência e Tecnologia em Berlim. Lá, ele trabalhou com Walter Bothe (vencedor do Prêmio Nobel de Física de 1954 ) e James Chadwick (vencedor do Prêmio Nobel de Física de 1935). trabalho foi interrompido quando Geiger serviu nas forças armadas alemãs durante a Primeira Guerra Mundial como oficial de artilharia de 1914 a 1918.
Em 1924, Geiger usou seu dispositivo para confirmar o efeito Compton, que ajudou Arthur Compton a ganhar o Prêmio Nobel de Física de 1927.
Em 1925, ele começou a trabalhar como professor na Universidade de Kiel, onde, em 1928, Geiger e seu aluno Walther Müller criaram uma versão melhorada do tubo Geiger, o tubo Geiger–Müller. Este novo dispositivo não detectou apenas partículas alfa, mas também beta e gama, e é a base para o contador Geiger.
Em 1929, Geiger foi nomeado professor de física e diretor de pesquisa da Universidade de Tübingen, onde fez suas primeiras observações de uma chuva de raios cósmicos. Em 1936, ele assumiu um cargo na Technische Universität Berlin (Universidade Técnica de Berlim), onde continuou a pesquisar raios cósmicos, fissão nuclear e radiação artificial até sua morte em 1945.
A partir de 1939, após a descoberta da fissão atômica, Geiger foi membro do Uranium Club, a investigação alemã de armas nucleares durante a Segunda Guerra Mundial. O grupo se fragmentou em 1942 depois que seus membros passaram a acreditar (incorretamente, como mais tarde aconteceria) que as armas nucleares não teriam um papel significativo no fim da guerra.
Embora Geiger tenha assinado uma petição contra a interferência do governo nazista nas universidades, ele não apoiou o colega Hans Bethe (ganhador do Prêmio Nobel de Física em 1967) quando foi demitido por ser judeu.
Geiger suportou a Batalha de Berlim e a subsequente ocupação soviética em abril / maio de 1945. Dois meses depois ele se mudou para Potsdam, morrendo lá dois meses após os bombardeios atômicos de Hiroshima e Nagasaki no Japão.